# Oppenheimerita
L'oppenheimerita és un mineral molt rar d'urani. Els minerals relacionats amb ell per la seva composició química són la fermiïta, la natrozippeïta, la plášilita, la belakovskiïta i la meisserita. La majoria de sulfats amb uranil es troben a la mina Blue Lizard de San Juan (Utah). El mineral s’anomena així pel físic teòric americà J. Robert Oppenheimer.

## Característiques
L'oppenheimerita és un element químic de fórmula química Na₂(UO₂)(SO₄)₂(H₂O)₃. Cristal·litza en el sistema triclínic.

## Estructura
L'estructura de l'oppenheimerita representa un nou tipus d'estructura, similar a la de la fermiïta o la bobcookita. Com és típic per als sulfats d'uranil, els polièdres d'urani són bipiràmides pentagonals regulars amb àtoms d’urani envoltats per 7 àtoms d'oxigen (dos enllaços apicals de la bipiràmide constitueixen el grup uranil). Hi ha cadenes infinites formades en unir les bipiràmides adjacents per dos grups pont de sulfat. En l’oppenheimerita, la cadena de (UO₂)(SO₄)₂(H₂O)]2- és paral·lela a [111]. Les cadenes es troben unides mitjançant 2 poliedres Na-O diferents.

## Formació i jaciments
S'ha descrit només a Utah, als Estats Units. Es forma com a mineral secundari a partir de l'oxidació produïda després de l'activitat minera d'uraninita, pirita, calcopirita, bornita i covel·lita primàries com a reemplaçament de fusta i altres materials orgànics i com a disseminacions en el gres encaixant.